# Paul Persson (matematiker)
Paul Gottfrid Persson, född 16 juni 1883 i Utby socken, död 16 mars 1949 i Malmö, var en svensk lärare och matematiker.
Paul Persson var son till folkskolläraren August Persson. Han avlade mogenhetsexamen i Skara 1902 och studerade därefter vid Uppsala universitet där han blev filosofie kandidat 1904, filosofie licentiat 1907 och efter disputation 1908 filosofie doktor 1909. 1908-1912 var han docent i matematik vid universitetet. Persson var lektor i matematik och fysik vid Östersunds läroverk 1911–1916, vid Vänersborgs läroverk 1916–1924 och vid Högre realläroverket (från 1940 Vasa högre allmänna läroverk) i Göteborg 1924–1948. Från 1918 var han rektor, först vid Högre allmänna läroverket i Ystad till 1934, därefter vid Högre allmänna gossläroverket i Malmö till 1948. Han var även kommunalpolitiskt aktiv, bland annat som stadsfullmäktig i Östersund 1916–1917 och i Ystad 1921–1934 (vice ordförande från 1927). Persson författade skrifter med matematiskt innehåll.